# Islamska zajednica Bošnjaka u Njemačkoj
Islamska zajednica Bošnjaka u Njemačkoj (IZBNJ) (njem.: Islamische Gemeinschaft der Bosniaken in Deutschland) je vjerska organizacija Bošnjaka muslimana na području Njemačke. 
Najviši predstavnik Islamske zajednice Bošnjaka u Njemačkoj je glavni imam. Islamska zajednica Bošnjaka u Njemačkoj je do danas u okviru Islamske zajednice u Bosni i Hercegovini na nivou medžlisa. Kao takva, sastavni je dio Mešihata Islamske zajednice Bošnjaka u Zapadnoj Europi, zbog čega je reis-ul-ulema vrhovni poglavar Bošnjaka muslimana i u Njemačkoj.
Sjedište Islamske zajednice Bošnjaka u Njemačkoj nalazi se u Wiesbadenu.

## Povijest
Prva muslimanska zajednica Bošnjaka u Njemačkoj osnovana je 1978. godine u Aachenu. Prije rata u Bosni i Hercegovini, bilo je oko 20 zajednica u Njemačkoj, koje su se ubrzo povećale nakon 1992. godine zbog dolaska velikog broja izbjeglica i raseljenih lica iz Bosne i Hercegovine, te je broj od oko 50 udruga dostigao u siječnju 1994. godine Vršitelj dužnosti reis-ul-uleme Mustafa ef. Cerić, koji je tada bio u Njemačkoj, 10. siječnja 1994. godine imenovao je Mustafu Klanco za glavnog imama u Njemačkoj.
Krajem 1994. godine osnovana je krovna organizacija kao "Udruga islamskih zajednica Bošnjaka u Njemačkoj e.V. (VIGB)" u Dortmundu. Udruga islamskih zajednica Bošnjaka u Njemačkoj e.V. (VIGB) je kasnije preimenovana u Islamsku zajednicu Bošnjaka u Njemačkoj koja je organizirana u šest regionalnih jedinica.

## Vanjske poveznice
- Islamska zajednica Bošnjaka u Njemačkoj